# Шинтоку-Мару
Шинтоку-Мару (Shintoku Maru) — транспортне судно, яке під час Другої світової війни взяло участь у операціях японських збройних сил на Соломонових островах.
Шинтоку-Мару спорудили в 1942 році на верфі компанії Settsu в Осаці.
Протягом травня 1943-го судно здійснило кілька рейсів між Рабаулом (головна передова база японців у архіпелазі Бісмарка, з якої провадились операції на Соломонових островах і сході Нової Гвінеї) та якірною стоянкою Шортленд — прикритою групою невеликих островів Шортленд акваторії біля південного завершення острова Бугенвіль, де зазвичай відстоювались легкі бойові кораблі та перевалювались вантажі для подальшої відправки на схід Соломонових островів.
3 червня 1943-го судно вчергове вийшло з Рабаула до Бугенвілю, а 5 червня на стоянці Шортленд було потоплене пікіруючими бомбардувальниками SBD «Донтлес».